# Солярий

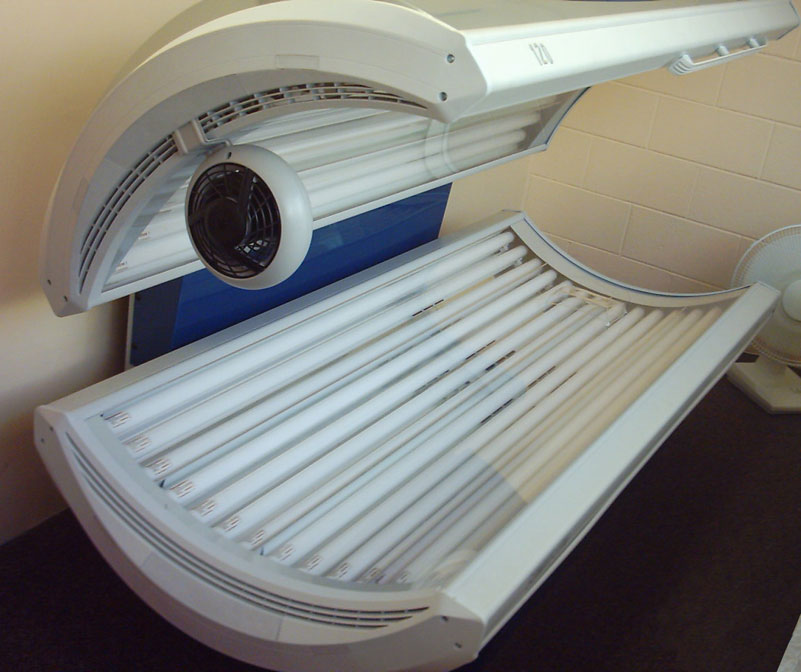
Горизонтальный солярий

Солярий, аэросолярий (от др.-греч. ἀήρ — воздух и лат. solarius — солнечный) — специально оборудованная открытая площадка для проведения дозированных облучений прямым или рассеянным излучением, полученным от специальных эритемных ультрафиолетовых ламп, в стекло колбы которых вводятся специальные добавки, не пропускающие опасную коротковолновую часть УФ-спектра.
Примечательно, что русское слово солярий — коммерческое предприятие с приборами для загара — соответствует английскому словосочетанию tanning salon. Солярии являются одним из важнейших факторов, могущих вызвать рак.

## Типы соляриев

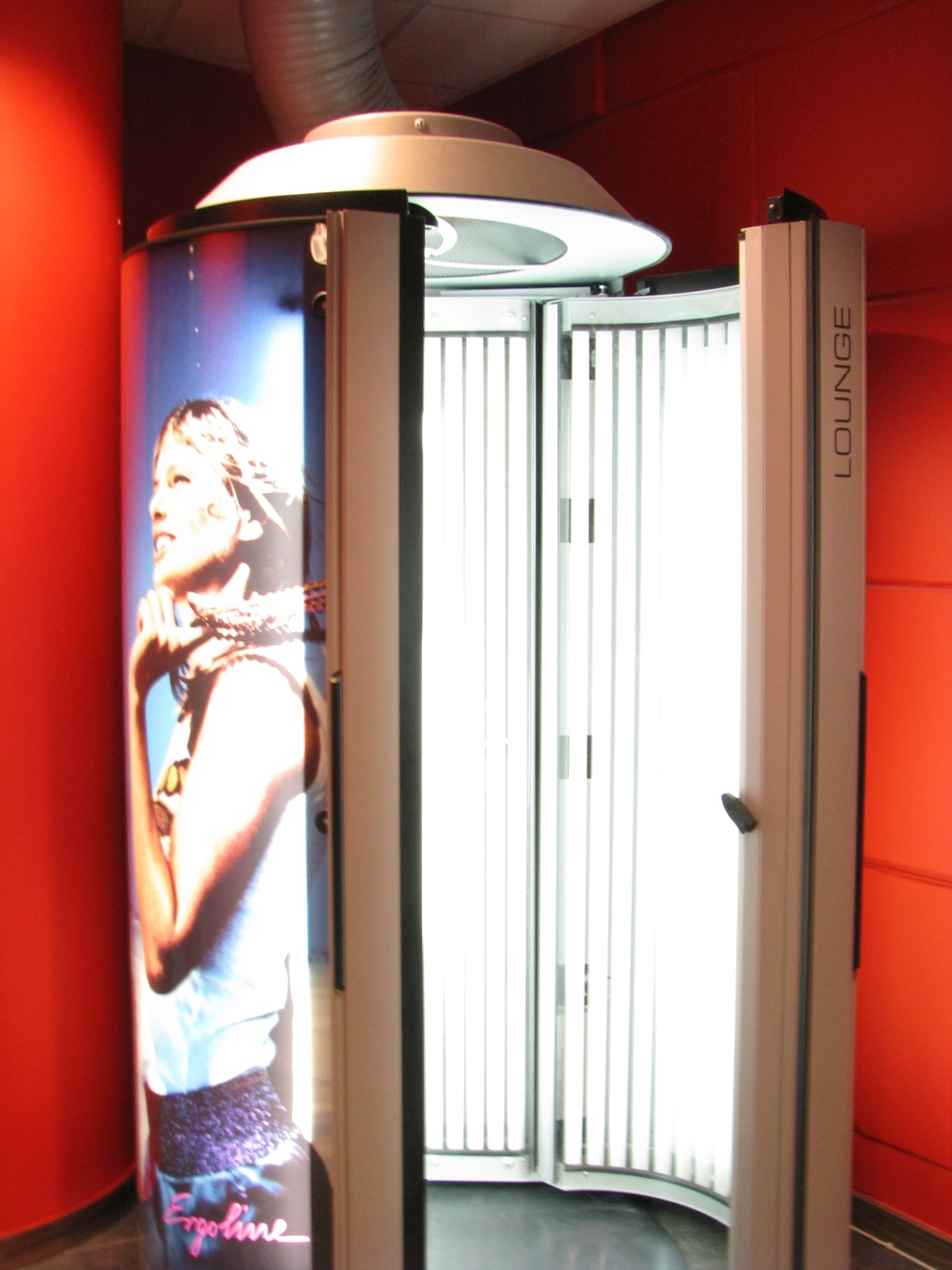
Вертикальный солярий

В салонах красоты, фитнес-клубах, оздоровительных центрах можно встретить две модификации соляриев — горизонтальные и вертикальные. Бытует ошибочное мнение, что в вертикальном солярии можно загореть быстрее, однако это не так. Существуют профессиональные (мощные) и бытовые (слабые) установки для загара, и вполне можно встретить и «слабый» вертикальный солярий и сверхмощный горизонтальный. Скорость загара напрямую зависит от трёх факторов, связанных с лампами: их количества, мощности, коэффициента эритемной интенсивности SEF. Следует отметить, что у тех и других моделей соляриев есть свои почитатели, например: в вертикальном солярии нет прямого контакта со стеклом, а в горизонтальном клиент может расслабиться. В некоторых моделях вертикальных соляриев существуют специальные усиленные лампы для загара лица (Combi лампы), но невысокие клиенты ими воспользоваться не могут, если солярий не оснащён лифтом. Дорогие солярии оснащены кондиционером, стереосистемой и прочими опциями, такими как ароматерапия или матовое стекло.

## Эффект от посещения соляриев

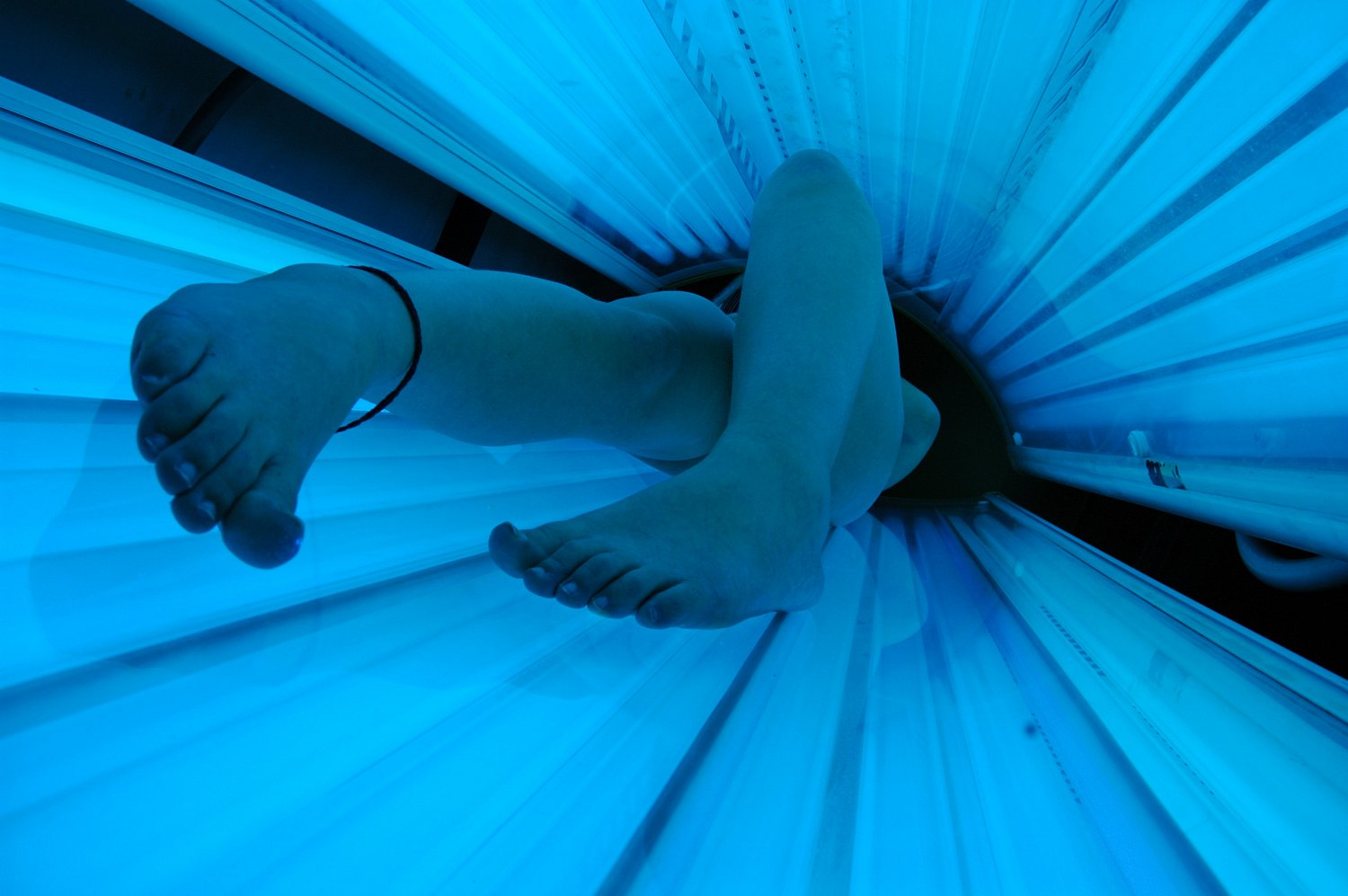
Внутри солярия

В соответствии с исследованиями, посещение солярия не вызывает изменений в уровнях серотонина, влияющего на настроение. Улучшение настроения, которое отмечают некоторые испытуемые, страдающие от сезонной депрессии, можно объяснить психотерапевтическим эффектом от процедуры. Также возможно развитие танорексии (от английского tan — загар) — психологической зависимости человека от ультрафиолетовых лучей.
Несмотря на опасность, которую представляет загорание в солярии, некоторые находят в них пользу. «Во время загара активно идёт синтез витамина D, который укрепляет наши кости и мышцы, — рассказывает врач-дерматолог высшей категории Сергей Захаров. — Солярий подготовит вашу кожу к поездке на юг и снизит вероятность солнечных ожогов. Кроме того, искусственный загар — отличный антидепрессант в период осеннее-зимней хандры». Следует отметить, что, согласно ВОЗ, для поддержания необходимого уровня витамина D в организме достаточно подставлять солнцу руки и лицо 2-3 раза в неделю по 5-15 минут в течение летних месяцев.

## Противопоказания от посещения солярия, а также опасности при посещения солярия
Солярий противопоказан людям с нарушением циркуляции крови, повышенным артериальным давлением и при заболеваниях щитовидной железы, печени, почек, острых инфекционных заболеваниях. Не стоит пользоваться солярием при большом количестве родимых пятен на теле.
При пребывании в солярии от 10 минут и выше, есть риск возникновения покраснения кожи и даже ожогов кожи. Перед посещением солярия от 10 минут и больше, необходимо применять защитные кремы и масла для загара, а также обязательно нужно надевать очки, шапочку, одноразовые бикини и использовать стикини.

## Факты о солярии

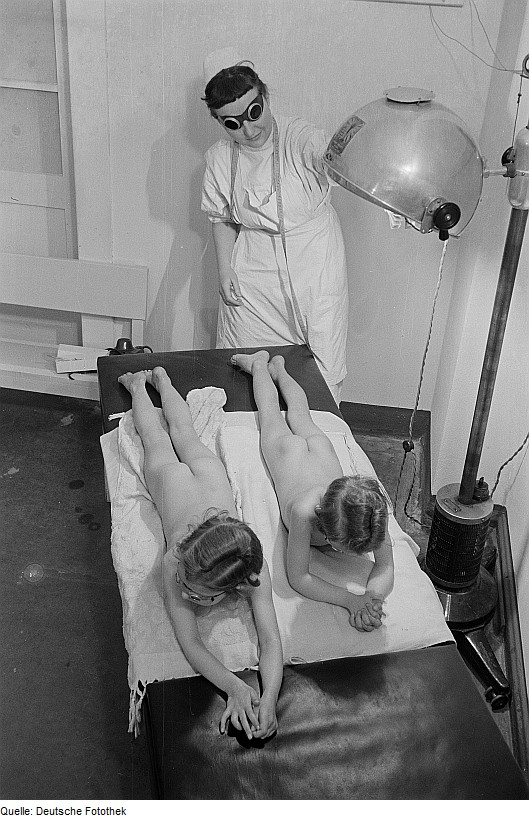
Инсоляция детей кварцевой лампой, Германия, 1950 г.

- Инсоляцией (лат. insolatio — освещение солнечными лучами) или гелиотерапией называется воздействие на человека солнечных лучей, в том числе и искусственных лучей солярия.
- В 4 раза быстрее или за 6 часов обновляются клетки эпидермиса под воздействием интенсивного ультрафиолетового излучения.
- На самом деле приставка «турбо» означает: солярий — оснащён мощными лампами 160 Вт и более, что позволяет загорать быстрее (от 10 мин для 3-го типа кожи)
- Эффект солярия открыл Фридрих Вольф, немецкий учёный из Штутгарта.
- В 1975 Йорг Вольф (брат Фридриха Вольфа) основал компанию Cosmedico — первую компанию в мире по производству ламп для соляриев.
- Коко Шанель. Считается, что именно благодаря ей появилась мода на загар.
- 40 °C — до такой отметки может подниматься температура в солярии при длительном сеансе.
- В Калифорнии (США), Франции, Германии и Финляндии приняты законы, запрещающие посещать солярий лицам, не достигшим 18 лет[5][6][7].
- В России пока нет законов, регламентирующих посещение и эксплуатацию соляриев, в отличие от стран Запада. Деятельность соляриев в России регламентируется только санитарно-эпидемиологическими правилами и нормами. Так в разделе 1У СанПин 2.1.2.2631-10 «Санитарно-эпидемиологические требования к размещению, устройству, оборудованию, содержанию и режиму работы организаций коммунально-бытового назначения, оказывающих парикмахерские и косметические услуги» содержатся требования к оборудованию и содержанию соляриев, а также требования к информации для потребителей[8].
- Известно, что ультрафиолетовые лучи отрицательно влияют на сетчатку глаза и волосы.
- В процессе облучения в солярии, вырабатывается меланин. Меланин как раз и придаёт коже загар. На самом деле это защитная реакция организма, которая заключается в том, чтоб не допустить ожогов от чрезмерного влияния солнечного излучения.